# 阿鵝新王國
〈阿鵝新王國〉（英語：Reign of Gunters）是《探險活寶》第四季的第24集。在卡通頻道2012年10月8日播出。本集以阿寶和老皮為主角。在這一集裡，阿鵝偷惡魔許願眼後，製造自己的分身造成混亂，並想接管糖果王國。最終，冰霸王到糖果王國停止阿鵝的統治。